# Peperomia thollonii
Peperomia thollonii är en pepparväxtart som beskrevs av C. Dc.. Peperomia thollonii ingår i släktet peperomior, och familjen pepparväxter. Inga underarter finns listade i Catalogue of Life.